# Sansa
Sansa är en kommun i departementet Pyrénées-Orientales i regionen Occitanien i södra Frankrike. Kommunen ligger i kantonen Olette som tillhör arrondissementet Prades. År 2022 hade Sansa 31 invånare.

## Befolkningsutveckling
Antalet invånare i kommunen Sansa
| Referens: INSEE |